# Hippophae litangensis
Hippophae litangensis är en havtornsväxtart som beskrevs av Yong Yung Shan Lian, Amp; Xue L.Chen, Swenson och Bartish. Hippophae litangensis ingår i släktet Hippophae och familjen havtornsväxter. Inga underarter finns listade i Catalogue of Life.